# Ledouxia
Ledouxia is een monotypisch geslacht van spinnen uit de  familie van de Thomisidae (krabspinnen).

## Soort
- Ledouxia alluaudi Simon, 1898